# Faros (álbum de Superchería)
Faros es el tercer álbum de estudio de la banda argentina de Indie rock Superchería. Producido por Tatu Estela, fue grabado en mayo de 2015 en Buenos Aires en los estudios Mawi Road con grabaciones adicionales en los estudios PapetGroove.
Fue mezclado en PapetGroove por Tatu Estela y la masterización estuvo a cargo de Carlos Laurenz. El dibujo de tapa fue creado por Jerry Ferela (baterista del grupo) y el logo por Mati Fernández. 

## Lanzamiento
El 3 de septiembre de 2015 adelantaron la canción «Memoria» en su canal de YouTube. El álbum fue lanzado el 11 de mayo de 2016, de manera independiente. Los cortes de difusión fueron «Disco» y «Rayuela». Estos sencillos contaron con videoclips, y a su vez, cada uno estuvo acompañado por cuatro video lyrics temáticos de diferentes canciones del álbum, tomando la estética del video principal.
El 22 de enero de 2018 publicaron en la plataforma YouTube un mini documental que registra el proceso de grabación del disco, con imágenes del grupo en el estudio.

### Otros Faros
El 7 de diciembre de 2018, Superchería lanzó el álbum de lados B y remixes Otros Faros en tiendas digitales. Este lanzamiento incluía 8 canciones adicionales, incluyendo bonus tracks, versiones en vivo, y remixes de Odín Schwartz, SomosAnimales, y Finger Blas & Ariel Issaharoff.

## Título
“Yo quería que el disco se llamara «La Señal», que es un concepto que se repite en varias letras, pero el título no cerraba. Y apareció la palabra Faros, que es una señal, te avisa que hay tierra si estás perdido en el mar, te salva. Un faro puede ser cualquier cosa que te salve: una canción, un familiar, un lugar. La música puede ser un faro”, describió Pira Bastourre, cantante del grupo, en una entrevista.

## Fanzine y Arte del álbum
Su edición física fue lanzada en forma de Fanzine: una revista temática con letras, fotos, escritos e ilustraciones a cargo de la banda y del diseñador Matías Fernández, y con link de descarga del álbum en formato «Deluxe» (2 bonus tracks + Libro de Acordes +  Fanzine Digital). 

En palabras de Pira Bastourre, “el Fanzine es un emblema del ’do it yourself’ y también una manera de expresarse que completa de manera ideal el concepto este nuevo álbum. Desde el vamos, Faros está encarado como un disco digital, que se puede comprar su descarga o escuchar en las plataformas online, pero para lo que es el formato físico, optamos por seguir la línea del disco-objeto con un par de exclusividades, para que tenga un atractivo más. Esta versión es una manera de entregar de manera visual y palpable estas nuevas canciones“.
El dibujo de tapa fue creado por Jerry Ferela (baterista del grupo) y el logo por Mati Fernández. 

## Studio Mixer
En mayo de 2017, Superchería publicó un nuevo sitio web ofreciendo una mesa de mezclas digital que le permite a los usuarios ser los productores, descubriendo lo que sucede detrás de cada canción de su disco.
Bautizado «Studio Mixer», en él se puede reelaborar una selección de canciones, ajustando niveles de teclados, guitarras, voces, batería y bajo. Además, se puede descargar cada track en alta calidad para hacer un remix o reversión propio y enviarlo a la banda, algunos de los cuales fueron editados al año siguiente en Otros Faros, un álbum de remixes y lados b de Faros.

## Hand Album
Luego de haber lanzado este mismo disco en formato físco como un fanzine, el grupo presentó su tercer álbum en un novedoso formato llamado «Hand Album», una modalidad poco conocida hasta la fecha y que los usuarios pudieron asociar rápidamente a un formato canvas con la particularidad que no es publicidad. Este nuevo formato interactivo desarrolla una asociación entre Facebook y Spotify que busca renovar, vía teléfono inteligente, la antigua experiencia de disfrutar un álbum como se hacía en los tiempos de los CD y LPs, cuando era costumbre oír las canciones, leer las letras, ver la ficha técnica y ver los detalles del arte gráfico, además de ver los videos oficiales y tener acceso a los acordes de todos los temas desde su propio celular desde cualquier lugar.

## Lista de canciones
Todas las canciones fueron escritas por Superchería.

| N.º   | Título                       | Duración |  |
| 1.    | «Memoria»                    | 4:20     |  |
| 2.    | «Rayuela»                    | 4:05     |  |
| 3.    | «Lo que se fue»              | 3:18     |  |
| 4.    | «En vuelo»                   | 3:21     |  |
| 5.    | «Cuando muero en tu canción» | 2:55     |  |
| 6.    | «Disco»                      | 5:43     |  |
| 7.    | «Ciertos diluvios»           | 2:48     |  |
| 8.    | «Dos cuerpos»                | 3:35     |  |
| 9.    | «La señal»                   | 4:27     |  |
| 10.   | «Anhelo»                     | 4:05     |  |
| 11.   | «Los viajes»                 | 4:42     |  |
| 43:25 |                              |          |  |

## Créditos
Superchería
- Pira Bastourre - Voz, guitarras, teclados, percusión.
- Joaquín Álvarez - Voz, guitarras, piano, teclados, percusión.
- Tino Tuffano - Bajo, voz.
- Jerry Ferela - Batería, trompeta, percusión, voz.

- Tatu Estela – Producción, mezcla, grabación. Coros en todas las canciones, Percusión en 10.
- Feco Escofet – Asistente de grabación. Trompeta en 10.
- Damián Poliak- Piano en 3.
- Daniel Bugallo - Violín en 7, Percusión en 6 y 8.
- Jerry Ferela – Arte de tapa
- Mati Fernández – Diseño
- Carlos Laurenz – Mastering